# Shahrisabz
Shahrisabz o Shahr-e Sabz (in russo Шахрисабз?), è una città dell'Uzbekistan della regione di Kashkadarya e capoluogo del distretto di Shahrisabz. Si trova a circa 80 km a sud di Samarcanda, a 622 m s.l.m. e ha una popolazione calcolata di 93.150 persone (dato per il 2010). Fu una delle principali città dell'Asia centrale, ed è conosciuta ai giorni nostri per essere stata anche la città natale di Tamerlano, quattordicesimo conquistatore mongolo. Il suo nome (شهر سبز/Šahr-e Sabz) significa "città verde" in lingua persiana. Dal 2000 i suoi monumenti sono stati iscritti tra i Patrimoni dell'umanità dell'UNESCO.

## Storia
Conosciuta all'inizio come Kesh (ovvero, "piacere per il cuore"), e dopo aver avuto per breve tempo il nome di Nautaca, Shahrisabz dovrebbe essere considerata tra le più antiche città dell'Asia centrale. Tolomeo I, generale di Alessandro Magno, catturò il satrapo di Battria nonché pretendente al trono dell'Impero Persiano, Besso, presso Nautaca ponendo fine all'Impero achemenide. Alessandro Magno scelse di passarvi l'inverno e qui incontrò la moglie Rossane nel 328-327 a.C.
Shahrisabz fu il luogo di nascita di Tamerlano, il 9 aprile 1336, fondatore della dinastia timuride. Timur considera Shahrisabz sua "città natale" e la scelse come luogo di sepoltura. Durante il periodo timuride il centro delle attività venne spostato a Samarcanda. L'emiro di Bukhara, Abdullah Khan II, distrusse gran parte della città nel sedicesimo secolo nel tentativo di conquistare il trono di Shahrisabz. Secondo la leggenda, rase al suolo la città in un impeto di rabbia dovuto alla morte del proprio cavallo preferito durante la ripida scalata alla città, salvo poi provare rimorso per le distruzioni apportate. La città tentò di conquistarsi una propria autonomia sotto il governo dell'Emirato di Bukhara. I Russi conquistarono la città nel 1870, fu detto per vendetta seguita all'assassinio di un esattore delle tasse dello zar.

## Monumenti
Molti monumenti risalenti alla dinastia timuride hanno permesso alla parte antica della città di essere inserita dall'UNESCO tra i Patrimoni dell'umanità.

### Palazzo detto Aq Saray
Palazzo estivo di Tamerlano, il "Palazzo Bianco" venne progettato per essere la più grandiosa tra tutte le costruzioni di Timur. I lavori vennero iniziati nel 1380 da artigiani deportati dalla neo-conquistata Corasmia. Sfortunatamente sono sopravvissute solo tracce delle sue due torri, alte 65 metri e composte di mosaici in ceramica, blu, bianchi e oro. Sopra l'entrata dell'Aq Saray (Palazzo Bianco) si trova una scritta a caratteri cubitali che recita:

### Complesso Moschea Kok-i Gumbaz / Dorut Tilyovat
Moschea costruita nel 1437 da Ulugh Beg, nipote di Tamerlano, in onore del padre Shah Rukh. Il suo nome significa "Cupola Blu". Subito alle spalle della Moschea Kok-i Gumbaz si trova la cosiddetta "Sede della Lettura" (arabo Dār al-tilāwa), un mausoleo costruito da Ulugh Beg nel 1438 ma apparentemente mai usato come sepolcro.

### Complesso di Hazrati Imam
Ad est del Kok Gumbaz si trova un altro mausoleo, chiamato Dorussiadat (dall'arabo Dār al-siyāda, "Sede della sovranità"), che contiene la tomba di Jahangir, primogenito e figlio prediletto di Tamerlano. Si dice che l'adiacente moschea ospiti la tomba detta del Hazrati Imam (lett. "Eminenza Imam"), venerato imam iracheno dell'ottavo secolo. Si discute se si tratti di Hazrati Imam Baghdadi (morto nell'VIII secolo) la cui tomba è in realtà a Rayy, in Iran, oppure di Abū Muḥammad ʿAbd al-Kashī (il cui nome compare sulla dorata porta scolpita del mausoleo, accompagnato dalla data 1868-69).

### Tomba di Timur
Dietro il Hazrati Imam si trova un bunker con una porta che conduce a una camera sotterranea, scoperta dagli archeologi nel 1943. La stanza è riempita quasi completamente di bare ricavate da monolitici blocchi di pietra, sui quali le iscrizioni rivelano la destinazione d'uso di sarcofagi per Tamerlano. In realtà l'Emiro fu sepolto a Samarcanda, nella Gur-e Mir, e non nella natale Shahrisabz. Misteriosamente, la sua tomba a Shahrisabz conteneva due corpi che non sono però stati identificati.
Sono stati degni di interesse anche i bagni ed il bazar Chorsu del XVIII secolo e il Museo Amir Timur.